# Fieldsmedaille

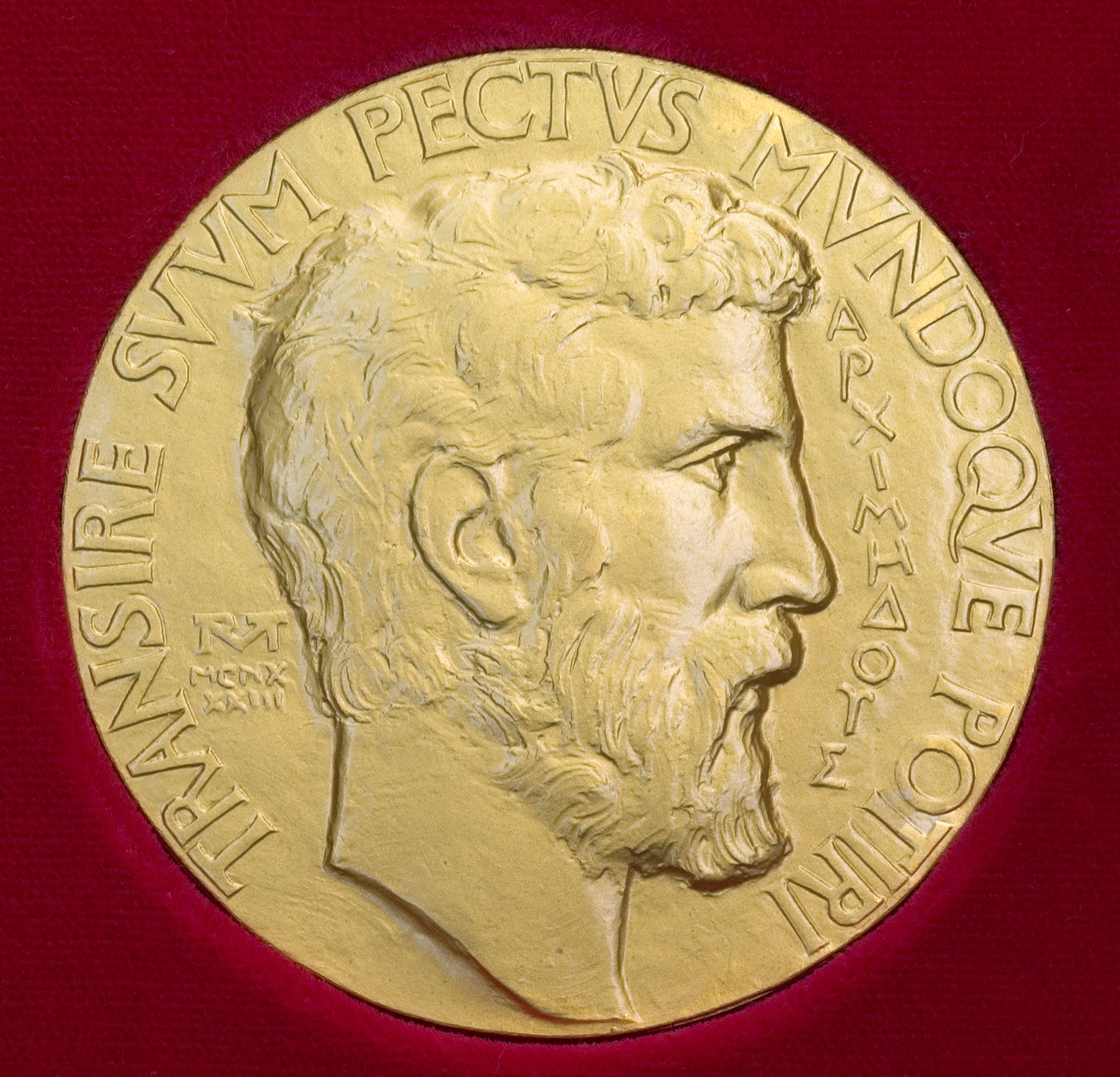
Fieldsmedaille

De Fieldsmedaille is een onderscheiding die elke vier jaar aan twee tot vier wiskundigen wordt toegekend. Ze is genoemd naar de Canadese wiskundige John Charles Fields die de prijs initieerde en financierde. De prijs wordt uitgereikt door de Internationale Wiskundige Unie op de openingsceremonie van het Internationaal Wiskundecongres.
De prijs wordt vaak gezien als de belangrijkste onderscheiding binnen de wiskunde en wordt om die reden regelmatig "de Nobelprijs voor de wiskunde" genoemd. Deze vergelijking gaat echter niet helemaal op, want behalve dat de prijs slechts eens in de vier jaar wordt uitgereikt, is ze strikt voorbehouden aan wiskundigen jonger dan veertig. Met de invoering van de Abelprijs in 2003 heeft de wiskunde een tweede belangrijke prijs, die door sommigen een beter equivalent voor de Nobelprijs wordt gevonden.
Eén keer werd een uitzondering op de leeftijdsregel gemaakt, toen Andrew Wiles in 1998 een speciale vermelding kreeg voor zijn bewijs van de laatste stelling van Fermat. Wiles was ten tijde van de vermelding al 45 jaar oud.
Twee Belgen kregen tot nu toe de Fieldsmedaille: Pierre Deligne in 1978 en Jean Bourgain in 1994.

## Lijst van winnaars
| 2022 Maryna Viazovska James Maynard June Huh Hugo Duminil-Copin 2018Caucher Birkar Alessio Figalli Peter Scholze Akshay Venkatesh 2014Artur Ávila Manjul Bhargava Martin Hairer Maryam Mirzakhani 2010Ngo Bao Chau Elon Lindenstrauss Stanislav Smirnov Cédric Villani 2006Andrej Okoenkov Terence Tao Wendelin Werner Grigori Perelman (weigerde de prijs) 2002Laurent Lafforgue Vladimir Vojevodski | 1998Richard E. Borcherds Timothy Gowers Maxim Kontsevitsj Curtis T. McMullen 1994Jean Bourgain Pierre-Louis Lions Jean-Christophe Yoccoz Jefim Zelmanov 1990Vladimir Drinfel'd Vaughan F.R. Jones Shigefumi Mori Edward Witten 1986Simon Donaldson Gerd Faltings Michael H. Freedman 1982Alain Connes William P. Thurston Shing-Tung Yau 1978Pierre Deligne Charles Fefferman Grigori Margoelis Daniel Quillen | 1974Enrico Bombieri David Mumford 1970Alan Baker Heisuke Hironaka Sergej Novikov John Griggs Thompson 1966Michael Atiyah Paul Cohen Alexander Grothendieck Stephen Smale 1962Lars Hörmander John Milnor 1958Klaus Roth René Thom 1954Kunihiko Kodaira Jean-Pierre Serre 1950Laurent Schwartz Atle Selberg 1936Lars Ahlfors Jesse Douglas |